# Saint-Glen
Saint-Glen är en kommun i departementet Côtes-d'Armor i regionen Bretagne i nordvästra Frankrike. Kommunen ligger i kantonen Moncontour som tillhör arrondissementet Saint-Brieuc. År 2022 hade Saint-Glen 667 invånare.

## Befolkningsutveckling
Antalet invånare i kommunen Saint-Glen
Referens:INSEE